# 武藤涼太
武藤 涼太（むとう りょうた、2005年1月14日 - ）は、日本のプロボクサー。愛知県春日井市出身。第6代日本スーパーバンタム級ユース王者。松田ボクシングジム所属。

## 来歴
中京高校卒業後、松田ボクシングジムでデビュー。なお中京高校時代、ボクシング部主将を務めて、全国高校選抜3位になったことがある。
2023年3月26日のプロデビュー戦は引き分け。
同年西軍スーパーバンタム級新人王として、東日本代表須藤大和を相手に1回1分56秒KO勝ちで全日本新人王とMVPを獲得。
2024年8月4日、住吉区民センターで開催された「コスメフェリーチェ株式会社PRESENTS You will be the Champion20」にて日本バンタム級5位のデカナルド闘凜生と55kg契約8回戦を行い、8回0-3（74-78、73-79×2）判定負けを喫してプロ初黒星。同年12月12日、後楽園ホールで山﨑裕生と日本ユーススーパーバンタム級王座決定戦を行い、6回1分46秒TKO勝ちを収め日本ユース王座獲得に成功。

## 戦績
- アマチュアボクシング - 29戦19勝10敗（5KO）
- プロボクシング - 9戦7勝1敗1分（5KO）

## 獲得タイトル
- 全日本スーパーバンタム級新人王 MVP
- 第6代日本スーパーバンタム級ユース王座（防衛0）